# Bertha Benz

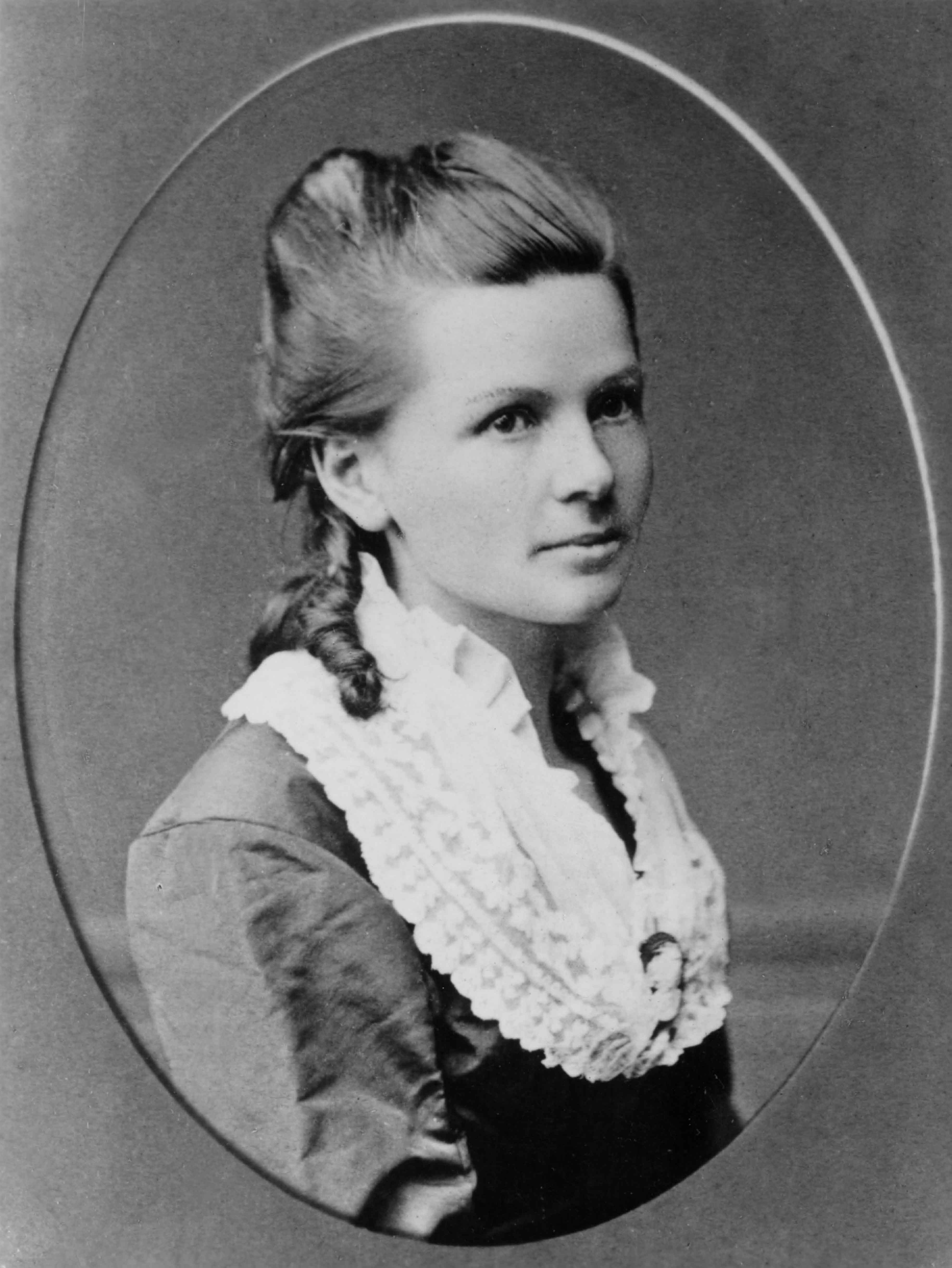
Bertha Ringer (um 1871)

Cäcilie Bertha Benz (geborene Ringer; * 3. Mai 1849 in Pforzheim; † 5. Mai 1944 in Ladenburg) war eine deutsche Pionierin des Automobils. Durch ihren unternehmerischen, technischen und finanziellen Einsatz schuf sie die Voraussetzungen für die Erfindung des Benz-Patent-Motorwagens durch ihren Mann Carl Benz. Mit der ersten Fernfahrt in einem Automobil bewies sie die Eignung des neuen Verkehrsmittels.

## Leben
Bertha war die Tochter des Zimmermeisters Karl Friedrich Ringer. Sie besuchte die Höhere Töchterschule in Pforzheim.
1871 ließ sie sich vorzeitig ihre Mitgift auszahlen, um mit diesem Kapital ihrem Verlobten Carl Benz die Weiterführung seines Unternehmens zu ermöglichen. Am 20. Juli 1872 heirateten die beiden in Pforzheim.

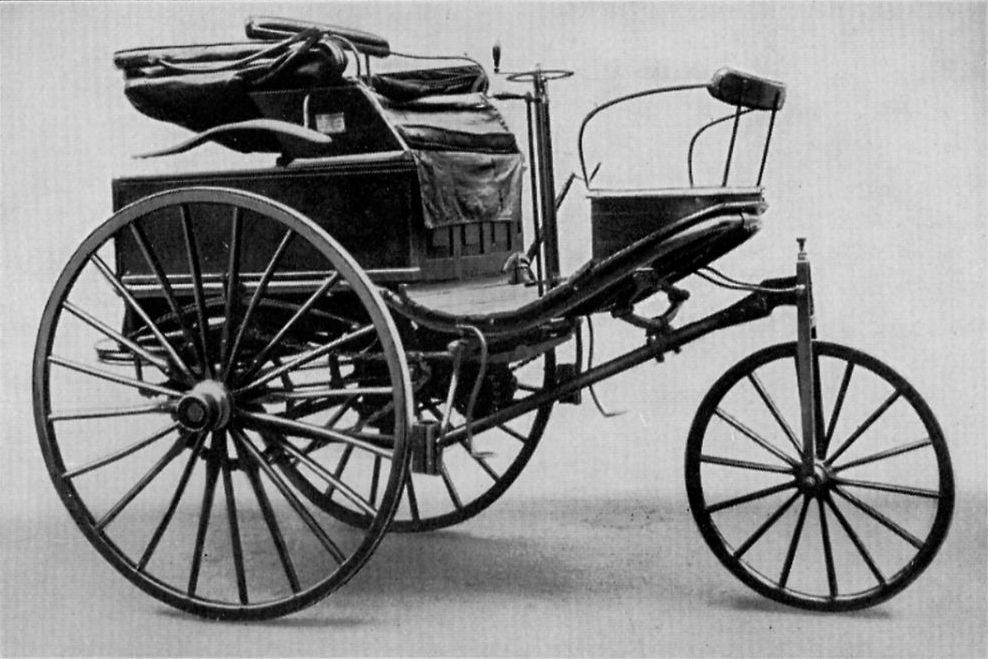
Der Benz Patent-Motorwagen Nr. 3 von 1888

Als der dreirädrige Benz Patent-Motorwagen Nummer 3 nicht die erhoffte Aufnahme beim zahlenden Publikum fand, unternahm sie im August 1888 eine 106 Kilometer lange Fahrt von Mannheim nach Pforzheim und fuhr drei Tage später über eine andere Route wieder zurück. Diese erste erfolgreiche Fernfahrt mit einem Automobil fand in Begleitung ihrer 15 und 13 Jahre alten Söhne Eugen und Richard statt, aber ohne das Wissen ihres Mannes. Die Fahrt trug wesentlich dazu bei, die noch bestehenden Vorbehalte der Kunden gegen das Fahrzeug zu zerstreuen, und ermöglichte in der Folge den wirtschaftlichen Erfolg des Unternehmens.
Bertha Benz gilt damit als die erste Autofahrerin und als erster Mensch überhaupt, der sich über kürzere Versuchs- und Probefahrten hinauswagte. Auf der Grundlage der Memoiren von Carl Benz wurde später kolportiert, dass nicht sie, sondern ihre Söhne am Steuer saßen.
Während der Fahrt hatte sie verschiedene Schwierigkeiten zu meistern, die als Verbesserungsvorschläge in spätere Wagen einflossen; so ein kurzer Gang zum Befahren starker Steigungen und Lederbeschläge auf den Bremsbacken, um die Lebensdauer und Wirkung zu erhöhen. Bertha Benz gilt damit auch als Erfinderin der Bremsbeläge.
Die Stadt-Apotheke in Wiesloch bei Heidelberg kam dank der Überlandfahrt zu unerwartetem Ruhm: Sie gilt als erste Tankstelle der Welt, da Bertha Benz dort den nötigen Treibstoff Ligroin kaufte. Noch lange Zeit danach konnte man Benzin und andere Treibstoffe nur in Apotheken erwerben.
Die 84-jährige Bertha Benz soll Adolf Hitler im Jahr 1933 als „Retter der Deutschen“ begrüßt haben. Sie und ihre Familie wurden sehr schnell von der NS-Propaganda vereinnahmt, bereits zu Ostern 1933 gab es eine nationalsozialistisch instrumentalisierte Denkmaleinweihung für Carl Benz in Mannheim, an der Bertha teilnahm. Der Journalistin Angela Elis zufolge ging sie später innerlich auf Distanz zu Hitler, als sie verstand, dass dessen Politik in einen neuen Krieg führte.
Am 3. Mai 1944 wurde sie an ihrem 95. Geburtstag zur Ehrensenatorin der Technischen Universität Karlsruhe ernannt, wo ihr Mann studiert hatte.
Bertha Benz starb zwei Tage nach ihrem 95. Geburtstag in Ladenburg, dem Sitz des Unternehmens C. Benz Söhne.

## Gedenken

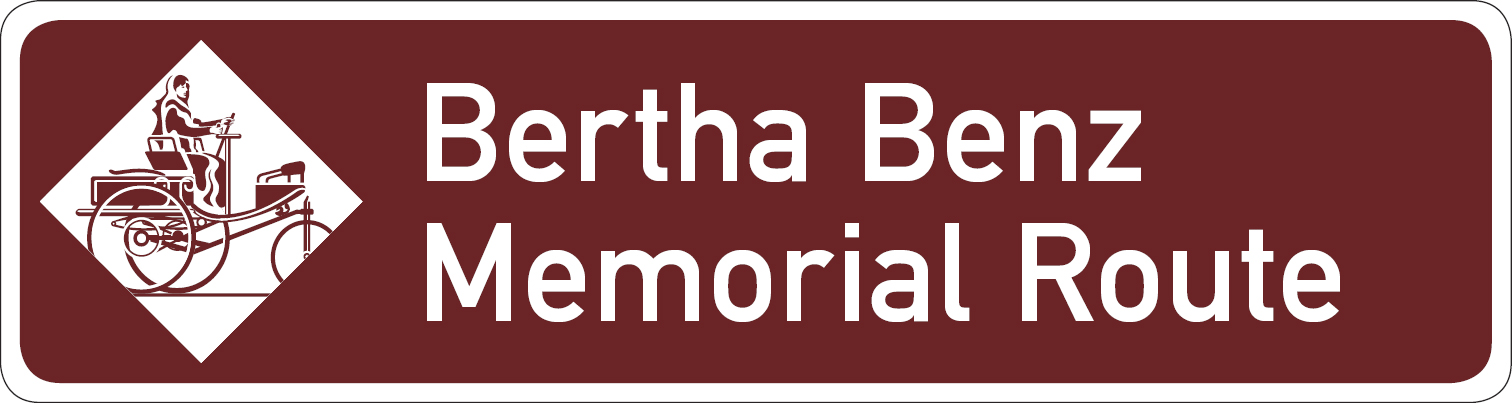
Offizielles Touristisches Hinweisschild der Bertha Benz Memorial Route

- Am 25. Februar 2008 wurde die Bertha Benz Memorial Route offiziell genehmigt und später auch ausgeschildert. Diese Ferienstraße folgt weitestgehend der historischen Route der ersten Autofahrt von Bertha Benz von Mannheim nach Pforzheim und zurück. Seit Januar 2009 ist die Bertha Benz Memorial Route Mitglied im ERIH – European Route of Industrial Heritage e. V.
- Seit 1988 findet alle zwei Jahre die Bertha-Benz-Fahrt für historische Fahrzeuge statt. Bei dieser touristischen Oldtimerausfahrt, die vom Automuseum Dr. Carl Benz und dem Allgemeinen Schnauferl Club organisiert wird, treffen sich 130 „Vorkriegsfahrzeuge“ und fahren die Strecke der ersten Fernfahrt der Welt nach.
- Seit 2005 trägt eine der neuen Straßen am Berliner Hauptbahnhof auf dem ULAP-Gelände ihren Namen. Die zunächst falsche Schreibweise Berta-Benz-Straße wurde 2013 korrigiert.[15]
- Die Wieslocher Realschule trägt seit dem 25. April 2008 den Namen der Automobil-Pionierin. Bei der Namensverleihung wurde die historische Tankszene vor der noch heute existierenden Stadtapotheke mit einem Nachbau des Motorwagens Typ 1 und mit Jutta Benz, der Urenkelin von Bertha Benz, nachgestellt. Nach der historischen Szene fuhr Jutta Benz mit diesem Motorwagen durch die Stadt zur Schule.
- Die berufsbildende Schule in Sigmaringen trägt seit dem Schuljahr 2013/2014 den Namen Bertha-Benz-Schule.[16]
- Im Gedenken an die Pionierleistungen von Bertha Benz veranstaltet die Daimler und Benz Stiftung seit 1987 jährlich in Ladenburg eine „Bertha Benz-Vorlesung“,[17] in der Frauen sprechen, die sich in Wissenschaft, Wirtschaft, Politik und Gesellschaft ausgezeichnet haben. Im Juli 2009 verlieh die Stiftung bei dieser Gelegenheit zum ersten Mal den mit 10.000 Euro dotierten „Bertha Benz-Preis“[18], mit dem die herausragende Dissertation einer Ingenieurin ausgezeichnet wird.
- Im Rahmen des Automobilsommer 2011, der offiziellen Veranstaltung zur Erinnerung an die Erfindung des Automobils durch Carl Benz vor 125 Jahren, fand am 10. und 11. September 2011 auf der Bertha Benz Memorial Route die Bertha Benz Challenge statt.[19] Diese Gedenkfahrt sollte für Fahrzeuge mit alternativem Antrieb werben, wie etwa Hybrid- und Elektroantrieb, Wasserstoffantrieb und Brennstoffzelle sowie für andere verbrauchsarme und umweltfreundliche Fahrzeuge. Da Bertha Benz 1888 keinen Oldtimer fuhr, sondern das damals innovativste Fahrzeug, sollten daher auch nur die innovativsten Fahrzeuge der heutigen Zeit teilnehmen.[20]
- Im Automuseum Dr. Carl Benz in Ladenburg sind private Exponate der Familie Benz ausgestellt, darunter das Brautkleid von Bertha Benz.
- Die baden-württembergische Landtagspräsidentin Muhterem Aras hat einen der vier Säle im Bürger- und Medienzentrum des Landtags von Baden-Württemberg nach Bertha Benz benennen lassen, in diesem Saal finden die Landespressekonferenzen statt.[21][22]
- Die Straße am Tor 1 zum Daimler Prüf- und Technologiezentrum in der Gemeinde Immendingen trägt ihren Namen.
- In der Stadt Backnang und der Gemeinde Bad Zwischenahn trägt die Bertha-Benz-Straße ihren Namen
- Anlässlich ihres 175. Geburtstags wurde im Mai 2024 eine Sonderbriefmarke herausgegeben und der Bertha-Benz-Platz in Pforzheim nach ihr benannt.[23]

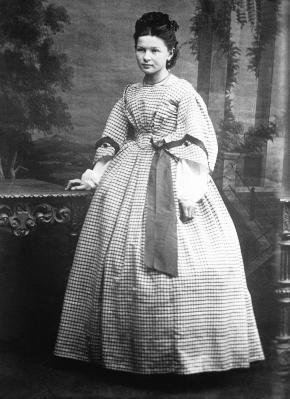
Bertha als 18-Jährige (1867)
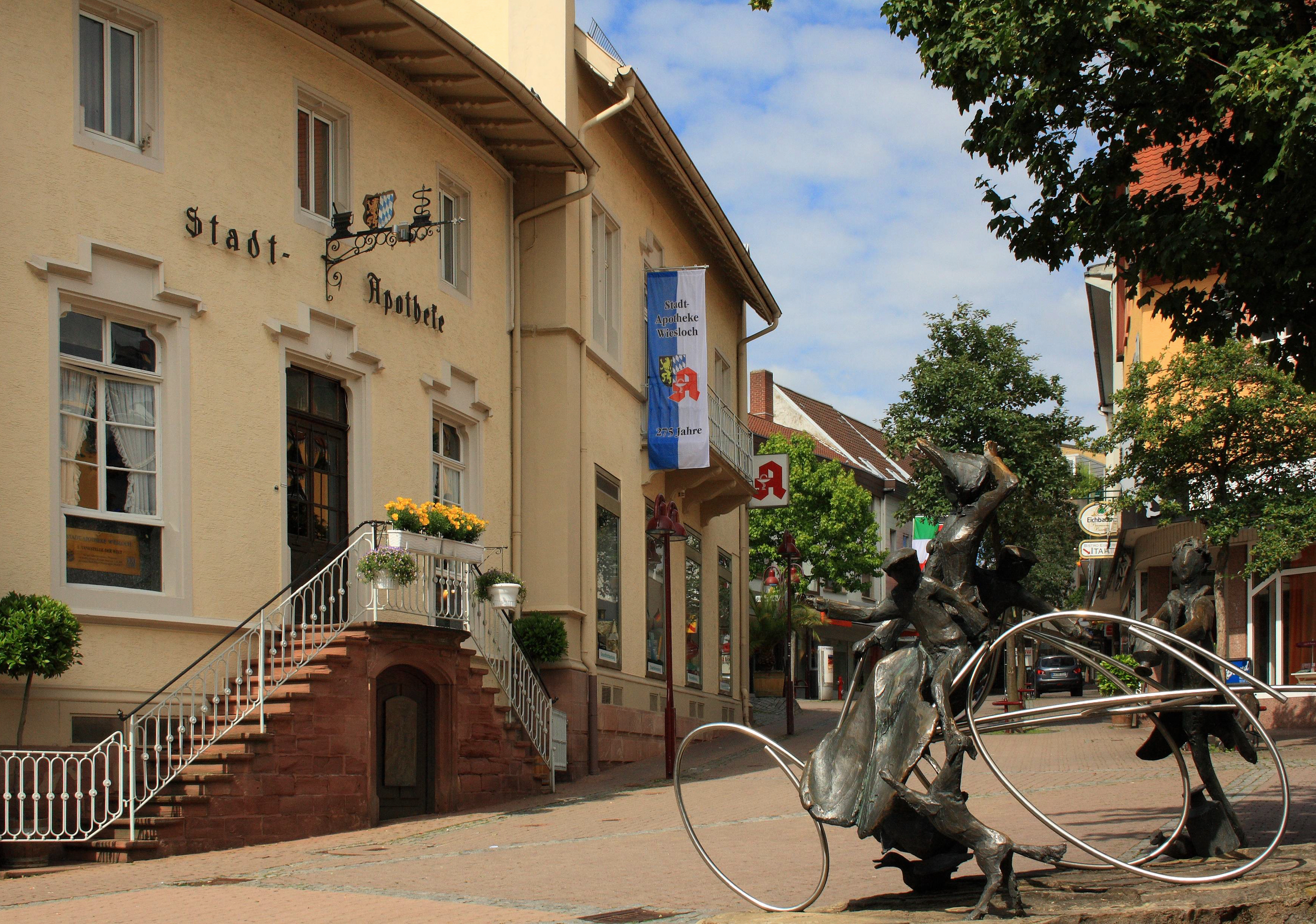
„Erste Tankstelle der Welt“ in Wiesloch mit Bertha-Benz-Denkmal im Vordergrund
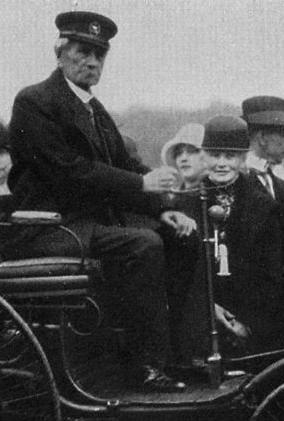
Carl und Bertha Benz (1925)

## Filme
- In der ersten Sendung der ZDF-Reihe Die Sternstunden der Deutschen am 10. November 2009 wurde die Erfindung und Durchsetzung des Automobils durch Carl und Bertha Benz vorgestellt.[24] Aus 100 Sternstunden der Deutschen hatten die Zuschauer die Pionierfahrt der Bertha Benz und die Erfindung des Automobils durch den Badener Carl Benz zu den 20 wichtigsten historischen Sternstunden der Deutschen gewählt.
- Am 25. Januar 2011 sendete die Deutsche Welle weltweit eine Fernsehreportage über Bertha Benz und die Bertha Benz Challenge im Rahmen der Sendung Made in Germany.[25]
- Am 23. Mai 2011 sendete Das Erste den Fernsehfilm Carl & Bertha.[26][27]